# Tabanus flavimedius
Tabanus flavimedius är en tvåvingeart som beskrevs av Schuurmans Stekhoven 1926. Tabanus flavimedius ingår i släktet Tabanus och familjen bromsar. Inga underarter finns listade i Catalogue of Life.